# Rumski Sultanat
Rumski Sultanat (perz. سلجوقيان روم, tur. Anadolu Selçuklu Devleti) bio je tursko-perzijska sunitska država, koja je uspostavljena u dijelu Anatolije koju je od Bizantskog Carstva osvojilo Seldžučko Carstvo, koje su uspostavili seldžuci. Naziv "Rum" je arapski naziv za Anatoliju, "ar Rum" (arap. الرُّومُ), koji dolazi od grčkog imena "Romei" (grč. Ρωμιοί).
Rumski Sultanat odvojio se od Seldžučkog Carstva za vrijeme vladavine Sulejmana ibn Kutalmiša 1077. godine, nakon bitke kod Manzikerta. Prva prijestolnica bila je u İzniku, a potom u Konyi. Vrhunac moći dosegnuo je krajem 12. i početkom 13. stoljeća, kada je Bizantu preoteo ključne luke na crnomorskoj i sredozemnoj obali. Na istoku, Sultanat je okupiralo druge turske države i proširio se do jezera Van. Trgovina iz Perzije i srednje Azije preko Anatolije razvijala se kroz sustav karavan-saraja. S Genovom su u tom razdoblju nastale posebno jake trgovačke veze. Veće bogatstvo omogućilo je Sultanatu da osvoji druge turkijske države koje su bile uspostavljene u istočnoj Anatoliji (Danišmendi, Mendžukidi, Saltukidi, Artukidi).
Seldžučki sultani podnijeli su najveći teret križarskih ratova i na kraju su podlegli mongolskoj invaziji 1243. (bitka kod Kosedaga). Do kraja 13. stoljeća, Seldžuci su postali vazali Ilhanidskog Carstva. Moć seldžučkih sultana raspala se u drugoj polovici 13. stoljeća. Posljednji seldžučki vazal Ilhanidskog Carstva, Mesud II., ubijen je 1308. godine. Nestankom Rumskog Sultanata nastali su mnogi mali anadolski bejlici, među kojima i bejlik osmanske dinastije, koji je vremenom pokorio ostatak bejlika i formirao Osmansko Carstvo na teritoriju Anatolije.